# L'Or du Hollandais

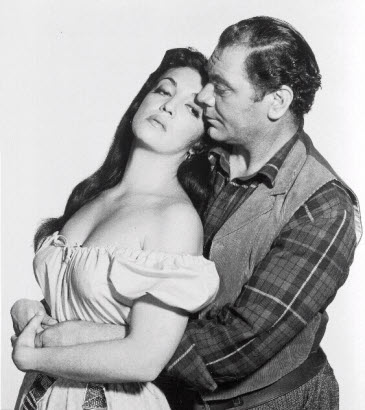
Katy Jurado et Ernest Borgnine dans une scène du film.

L’Or du Hollandais (titre original : The Badlanders) est un western américain, réalisé en 1958 par Delmer Daves.

## Synopsis
Deux hommes sont libérés du centre pénitentiaire de Yuma en Arizona en 1898. Peter Van Hoek (Le Hollandais) est sur le point d’extraire du minerai d’or d’un filon encore inexploité dans le but de se venger de ceux qui l’ont fait emprisonner injustement. McBain qui veut seulement retrouver une vie honnête va se retrouver entraîné par Le Hollandais.

## Fiche technique
- Titre : L'Or du Hollandais
- Titre original : The Badlanders
- Réalisateur : Delmer Daves
- Scénario : Richard Collins
- Producteur : Aaron Rosenberg
- Production : Metro-Goldwyn-Mayer  (MGM)
- Image : John F. Seitz
- Montage : James Baiotto assisté de William Webb
- Décors : Henry Grace assisté de Jack Mills
- Durée : 80 min
- Format : Couleur (Metrocolor) CinémaScope 35 mm, 2.35.1 – Perspecta Stereo
- Dates de sortie :
  - États-Unis : 3 septembre 1958
  - France : 29 avril 1959

## Distribution

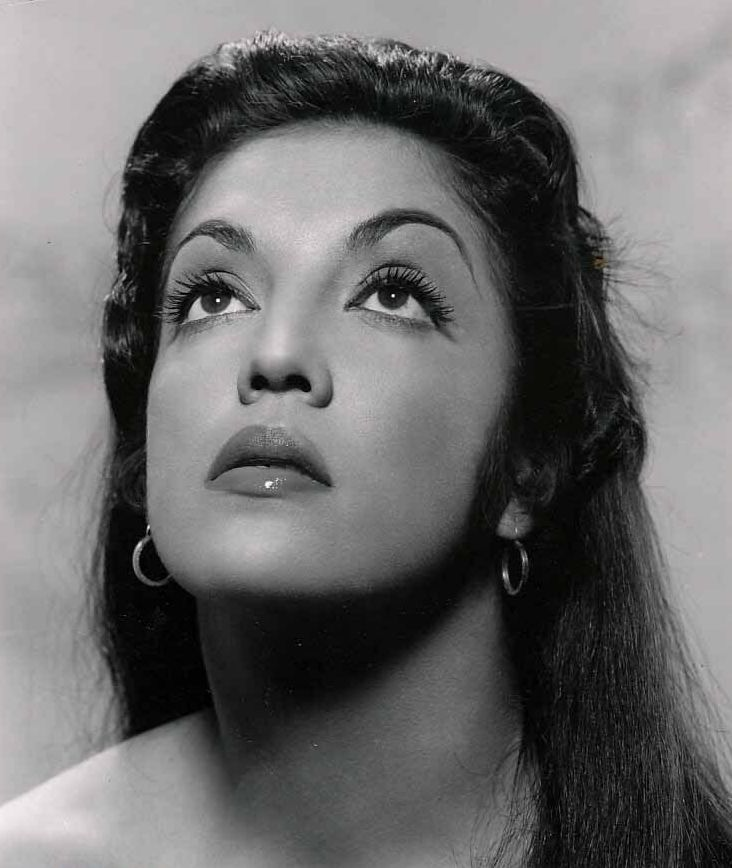
Katy Jurado, photo promotionnelle pour le film.

- Alan Ladd (VF : André Falcon) : Peter Van Hoek (Le Hollandais)
- Ernest Borgnine (VF : Henry Charrett) : John McBain
- Katy Jurado : Anita
- Claire Kelly (VF : Nelly Benedetti) : Ada Winton
- Kent Smith (VF : Michel Gudin) : Cyril Lounsberry
- Nehemiah Persoff (VF : Serge Lhorca) : Vincente
- Robert Emhardt (VF : Serge Nadaud) : Sample
- Anthony Caruso (VF : Jean Clarieux) : Comanche
- Adam Williams (VF : Claude D'Yd) : Leslie
- Ford Rainey (VF : Michel Gatineau) : le directeur de la prison
- John Daheim : Lee
- Roberto Contreras (VF : Albert Médina) : Pepe
- Ann Doran (VF : Marie Francey) : la coach
- Barbara Baxley (rôle coupé au montage) : Diane

Acteurs non crédités
- Richard Devon : un garde de la prison
- Almira Sessions : une passagère de la diligence

## Autour du film
Remake du film de John Huston, The Asphalt Jungle, ce film est tiré d’un roman de William Riley Burnett, The Asphalt Jungle publié en français sous le titre de Quand la ville dort.